# Карл Лагерфелд
Карл Ото Лагерфелд (10. септембар 1933 – 19. фебруар 2019) био је немачки креативни директор, модни креатор, уметник, фотограф и карикатурист који је живео у Паризу. Био је познат као креативни директор француске модне куће Шанел, а на тој позицији је био од 1983. године до своје смрти. Такође је био креативни директор италијанске модне куће Фенди. Радио је на бројним модним пројектима, као и пројектима везаним за уметност. Био је препознатљив по својој белој коси, црним наочарима за сунце, рукавицама без прстију и високим оковратницима.
Преминуо је 18. фебруара 2019. године у болници у Паризу од последица рака панкреаса.
Предмети из његове заоставштине су на аукцијској продаји од децембра 2021. године.